# Łącznica polowa K-10
Łącznica polowa K-10 – centrala telefoniczna stosowana w ludowym Wojsku Polskim.
Łącznica stosowana była do organizacji łączności telefonicznej w jednostkach  od batalionu do dywizji włącznie. Pojemność łącznicy 10 numerów, a przez równoległe dołączenie dalszych łącznic odpowiednio większa. Umieszczona była w skrzynkach metalowych lub drewnianych. 
- czas rozwinięcia: 6-7 minut
- czas zwinięcia: 3-4 minut.
- masa łącznicy: ok. 7,5 kg[1]